# ملعب أوبوروفسكا
ملعب أوبوروفسكا هو ملعب متعدد الاستخدام يقع في مدينة فروتسواف البولندية . غالبا ما يتم استخدامه لمباريات كرة القدم . يسع الملعب لجلوس 8،346 متفرج . يعتبر الملعب الرسمي الذي يخوض فيه نادي شلاسك فروتسواف مبارياته .